# Pablo Sultani
Pablo Sultani (16 dicembre 1973) è un attore argentino.

## Biografia
Nato da padre conduttore radiofonico e da madre attrice. Prende le prime lezioni di recitazione nel 1993 con Luis Agustini. Nel 1982 pubblica il suo primo LP intitolato Hola Kitty.
Inizia la sua carriera nel campo della recitazione nei primi anni '90 con alcune opere teatrali. È stato tra i protagonista dell'opera teatrale Los productores nella sua edizione del 2005 a Buenos Aires con il quale ha potuto girare vari teatri dell'Argentina, con il ruolo di Franz Liebkind che gli ha permesso di vincere il Premio Estrella de Mar come rivelazione nel 2006. Ha anche recitato col ruolo di Daddy nel musical Sweet Charity nel 2006 e nel 2007. Nel 2009 è invece nel cast co-protagonista dell'opera El joven Frankenstein dove interpreta Igor.
Nel 2012 riceve per il suo ruolo in teatro ne Alicia en Frikiland una candidatura al "Premio Hugo al Teatro Musical".
È anche attore televisivo, infatti ha interpretato il ruolo del professore dello Studio 21, Beto, nella serie Violetta per entrambe le stagioni tra il 2012 e il 2013. Precedentemente ha recitato nella miniserie italiana Terra ribelle nel ruolo del Gobbo.
In patria si distingue anche come disegnatore grafico.

## Filmografia

### Televisione
- 1/2 falta - serial TV (2005)
- Amor mío - serial TV (2006)
- El tiempo no para - serial TV (2006)
- Casados con Hijos - serial TV (2005-2006)
- El Capo - serial TV (2007)
- Son de Fierro - serial TV (2007)
- Por amor a vos - serial TV (2008)
- Terra ribelle - serie TV (2010)
- Violetta - serial TV (2012-2015)
- Pequeñas Victorias - serie TV (2021)

### Teatro
- Juego peligroso (1993)
- Noches de Pirandello (1995)
- Un hombre con don (1996)
- Hartos de triunfar (2001)
- Bajorey, diretto da Luis Romero (2004)
- Los productores, diretto da Ricky Pashkus (2005)
- Sweet Charity, diretto da Enrique Federman (2006-2007)
- Rent, diretto da Valeria Ambrosio, James Murray (2008)
- El joven Frankenstein, diretto da Ricky Pashkus (2009)
- Piaf, diretto da Jamie Lloyd (2010)
- Los únicos, diretto da Marcos Carnevale (2011)
- El pasajero, diretto da Mariano Otero (2011)
- La Parka... El Musical, diretto da Diego Corán Oria (2011)
- Anda jaleo, diretto da Susana Toscano (2011-2015)
- Alicia en Frikiland, diretto da Diego Corán Oria (2012)
- De gira en la Farruka, diretto da Diego Corán Oria (2013)
- Quiero el beso, diretto da Florencia Muriel González (2013-2014)
- Groupie, diretto da Victoria Carambat (2014)
- Fotogramas, diretto da Ricardo Bangueses (2014)
- Shrek El Musical, diretto da Carla Calabrese (2015-2016)
- Luz cenicienta, diretto da Ariel del Mastro (2017)
- Las hermanas Stupendas, diretto da Florencia Muriel González (2017)
- Pelonintensivo, diretto da Talo Silveyra (2017-2018)
- Warangas, diretto da Roberto Peloni (2018)
- Warangas night show, diretto da Roberto Peloni (2018)
- El feo, diretto da Tatiana Santana (2019)
- El curioso incidente del perro a medianoche, diretto da Carla Calabrese (2019)

## Premi e candidature
Premio Estrella de Mar
- 2006 - Miglior rivelazione per Los productores[9]

Premio Hugo al Teatro Musical
- 2012 - Candidatura al Miglior interprete maschile in musical infantile e/o giovanile per Alicia en Frikiland[4]